# Ischiokrurální svaly

Hamstringy

Ischiokrurální svaly, také hamstringy, jsou svaly zadní strany stehen (m. biceps femoris – dvojhlavý sval stehenní, m. semitendinosus – pološlašitý sval a m. semimembranosus – poloblanitý sval) umožňující flexi kolene, extenzi kyčlí a zatětí lýtka. Všechny mají začátek na sedacím hrbolu kosti pánevní, jen krátká hlava dvojhlavého svalu stehenního začíná na kosti stehenní. Hamstringy se upínají na hlavičku lýtkové kosti nebo do oblasti vnitřní a horní části kosti holenní.
Hamstringy jsou silné posturální svaly, které stabilizují kolenní kloub při chůzi a ještě významněji při běhu. Při sedavém způsobu života naopak ochabují a zkracují se (nemožnost dosáhnout prsty na zem při předklonu), měly by se tudíž cvičením pravidelně protahovat. Je zajímavostí, že přední a zadní svaly stehna jsou fyziologicky v silové nerovnováze, takže přední čtyřhlavý sval stehenní je asi o dvě třetiny silnější než hamstringy.

## Etymologie
Slovo ham znamená "šunka" a je odvozeno od hom, tj. dutiny, resp. kolene z němčiny, které původně znamenalo zlomený/křivý. String jsou "struny", které spojují pravou i levou zadní části kolene s pánví.